# Галлеция

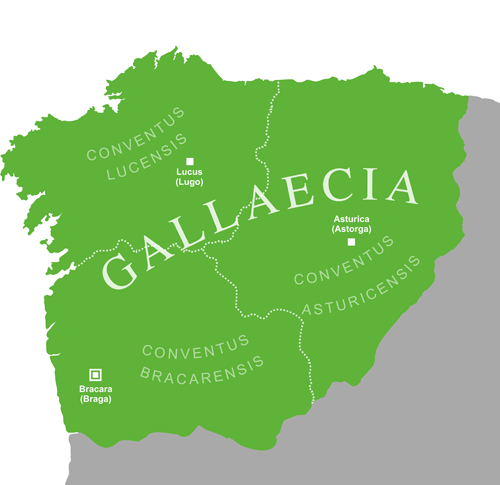
Римская Галлеция после реформ Диоклетиана, 293 н. э.

Галле́ция (также Галлекия; лат. Gallaecia; до IV века Каллекия, лат. Callaecia) являлась провинцией Римской империи и королевством раннего средневековья. Располагалась на северо-западе Испании (приблизительно современные северная Португалия и Леон (провинция), Астурия, Галисия в Испании). Поселение Bracara Augusta, современный португальский город Брага, считается исторической столицей Галлеции.

## История
Римляне называли Галлецией северно-западную часть Пиренейского полуострова по имени племени галлеков, населявших те земли. В 138 до н. э. консул Децим Юний Брут Каллаик завоевал галлеков. Факты свидетельствуют о том, что сопротивление галлеков римлянам на этом закончилось; отныне они массово привлекались в качестве вспомогательных войск римских легионов. Было подсчитано, что из общего числа римских вспомогательных войск, прибывших из Иберии, более 30% принадлежали к племенам и народам северо-запада полуострова (Галисия и север Португалии)
Как известно, римское господство фактически закончилось в 409 г. н.э. из-за вторжения германского племени свевов. Вместе народы свевов и галлеков сформировали новое королевство.. Династия просуществовала до 585 г. н.э., когда свево-галлеки были разгромлены и поглощены вестготами, которые контролировали остальную часть Пиренейского полуострова и Юго-Восточную Францию (Лангедок).